# Mètre carré-kelvin par watt
Le mètre carré-kelvin par watt (m2 K W−1 ou m2 K/W) est l'unité SI de résistance thermique surfacique.
C'est aussi l'unité choisie en thermique du bâtiment pour mesurer la résistance thermique d'une paroi ou d'un matériau, généralement noté « cœfficient R » dans les devis et documentations techniques du secteur.
Cette unité est l'inverse du watt par mètre carré-kelvin (« cœfficient U » dans le secteur du bâtiment).

## Symbole de l'unité
{\displaystyle \mathrm {m^{2}\ K\ W^{-1}} }

## Exemples
Pour une isolation répondant aux exigences de la réglementation thermique française RT2012, la résistance thermique surfacique R doit avoir des valeurs minimales avoisinant 8 m2 K W−1 pour une toiture, et 4 m2 K W−1 pour des murs extérieurs ou un plancher bas,.